# Aquita leucobaeta
Aquita leucobaeta är en fjärilsart som beskrevs av Alfred Ernest Wileman och Reginald James West 1928.
Aquita leucobaeta ingår i släktet Aquita och familjen trågspinnare. Inga underarter finns listade i Catalogue of Life.